# Université de Ljubljana
L'université de Ljubljana (en slovène : Univerza  v  Ljubljani) est la plus ancienne et la plus importante université de Slovénie avec environ 64 000 étudiants. Elle est située dans la capitale du pays, Ljubljana.

## Historique

### Préambule
Bien que certaines académies (philosophie et théologie) furent déjà fondées par des jésuites dès le XVIIe siècle, la première université fut fondée en 1810 en tant qu'« Écoles centrales » par le pouvoir français napoléonien de l'administration des Provinces illyriennes. L'université fut dissoute en 1813 au retour du pouvoir autrichien.

### En quête d'une université nationale
Durant la seconde moitié du XIXe siècle, des voix politiques se firent entendre pour créer une université en langue slovène à Ljubljana. À cette époque, de nombreux Slovènes académiciens de renommée travaillaient dans toute l'Europe centrale. Les étudiants slovènes étudiaient dans des langues étrangères dans des universités de l'Empire austro-hongrois.
Ce n'est qu'à la chute de l'empire que l'université put être fondée après l'établissement de l'État des Slovènes, Croates et Serbes en 1918. La même année des discussions commencèrent et la décision de fonder l'université fut signée en 1919.

### Premières décennies
En 1919, l'université possédait cinq facultés : droit, philosophie, technologie, théologie et médecine. Le siège principal se situait sur la place du congrès de Ljubljana dans un bâtiment utilisé de 1902 à 1918 par les institutions de la Carniole. Le bâtiment avait été dessiné en 1902 par Jan Vladimir Hrásky et fut retravaillé ensuite par l'architecte tchèque Josip Hudetz.
Dans les années 1920, l'université fut renommée université Roi-Alexandre à Ljubljana (Universitas Alexandrina Labacensis) et continua à se développer. En 1920, Ana Kansky est la première personne et la première femme à y obtenir un doctorat. En 1941, la bibliothèque nationale et universitaire fut achevée. Après l'invasion de la Yougoslavie en avril 1941, lors de la Seconde Guerre mondiale, l'université fut administrée par la force d'occupation italo-allemande. Des professeurs furent arrêtés et déportés dans des camps.

### Après 1945
Après la création de la république fédérative socialiste de Yougoslavie en 1945, l'université et ses professeurs subirent de nouvelles pressions en provenance du pouvoir en place. La faculté de théologie fut par exemple exclue de l'université. Une partie des étudiants fuirent le pays. En 1979, elle fut renommée université Edvard Kardelj de Ljubljana d'après un leader communiste. En 1990, elle reprit son nom initial à la chute du régime communiste de Yougoslavie.

## Composition structurelle
En 2008, l'université disposait de 22 facultés, 1 collège et 3 académies dispersées dans la zone urbaine de Ljubljana :
- Académie de musique
- Académie de théâtre, de radio, de cinéma et de télévision de Ljubljana
- Académie des arts
- Faculté d'architecture
- Faculté des arts
- Faculté de biotechnologie
- Jardin botanique de Ljubljana
- Faculté de chimie et des techniques chimiques
- Faculté de génie civil et de géodésie
- Faculté d'informatique et des sciences de l'information
- Faculté d'économie
- Faculté d'éducation
- Faculté d'électrotechnique
- Faculté de droit
- Faculté des études maritimes et du transport (Portorož)
- Faculté de mathématique et de physique
- Faculté de mécanique
- Faculté de médecine
- Faculté des sciences naturelles
- Faculté de pharmacie[2]
- Faculté d'administration publique
- Faculté des sciences sociales
- Faculté des services sociaux
- Faculté des sports
- Faculté de théologie
- Faculté de médecine vétérinaire
- Collège universitaire en soins de santé

L'université était à l'origine située dans le centre de la ville de Ljubljana mais dernièrement, des bâtiments modernes ont été construits dans la banlieue de la ville.